# Pueblo magiar
El pueblo magiar o pueblo húngaro es un grupo étnico de Europa del Este, correspondiente a los actuales pobladores de Hungría.

## Historia

### Orígenes
El origen de los húngaros es controvertido. La hipótesis que tiene mayor aceptación es la teoría ugrofinesa, surgida a finales del siglo XIX. Esta hipótesis está basada en argumentos de carácter etnográfico poco sólidos y en el estudio de los diferentes topónimos que tiene el pueblo magiar. La evidencia lingüística apoya parcialmente dicha teoría, aunque la inclusión del magiar dentro de la familia lingüística urálica es polémica. Hay también otras teorías que indican que los magiares podrían ser descendientes de escitas, de hunos, de ávaros o de turcos o algún otro pueblo altaico. Estos parentescos se basan principalmente en leyendas medievales (cuya autenticidad y certeza científica son discutibles) y en referencias clásicas que provienen del latín, griego y árabe (cuya interpretación presenta muchas dificultades).
Actualmente están más aceptados los estudios lingüísticos, que muestran relaciones de parentesco entre el húngaro y las demás lenguas urálicas, y la presencia de préstamos procedentes del turco. Normalmente, el húngaro se clasifica dentro de las lenguas ugrofinesas, subgrupo de las lenguas urálicas que incluye, entre otros, al finés o al estonio. El parentesco lingüístico postulado del húngaro con otras lenguas ugrofinesas, y de éstas entre sí, no significa que las personas que hablan dichas lenguas estén estrechamente emparentadas en términos étnicos o genéticos. De manera más específica, se ha propuesto que el idioma húngaro podría estar relacionado más estrechamente con las lenguas obi-ugrias (el mansi y el janty) en un sentido similar a como el ruso está relacionado con el español o el inglés, dentro de las lenguas indoeuropeas.

### Al este de los Urales

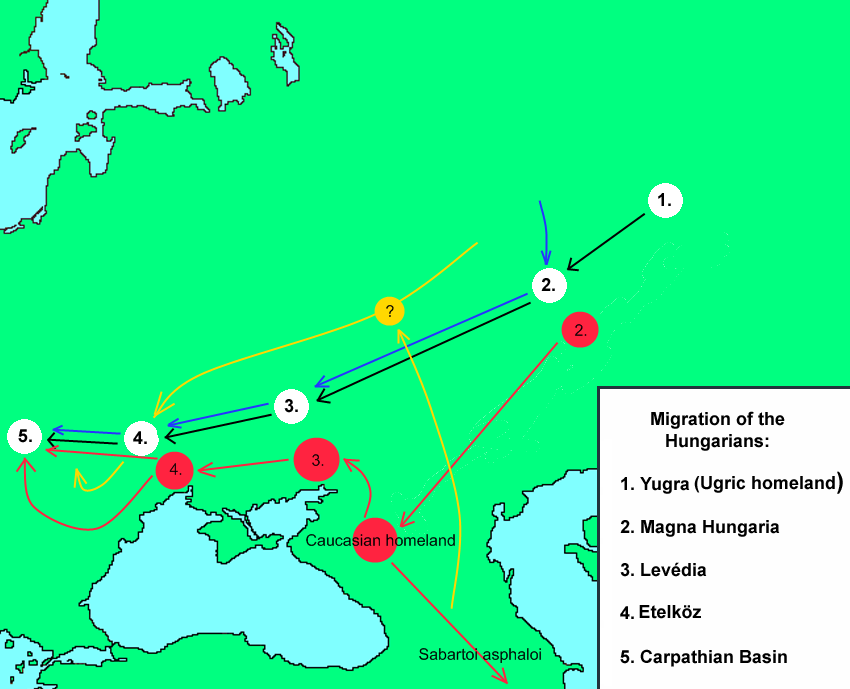
Desplazamiento de los magiares desde los montes Urales.

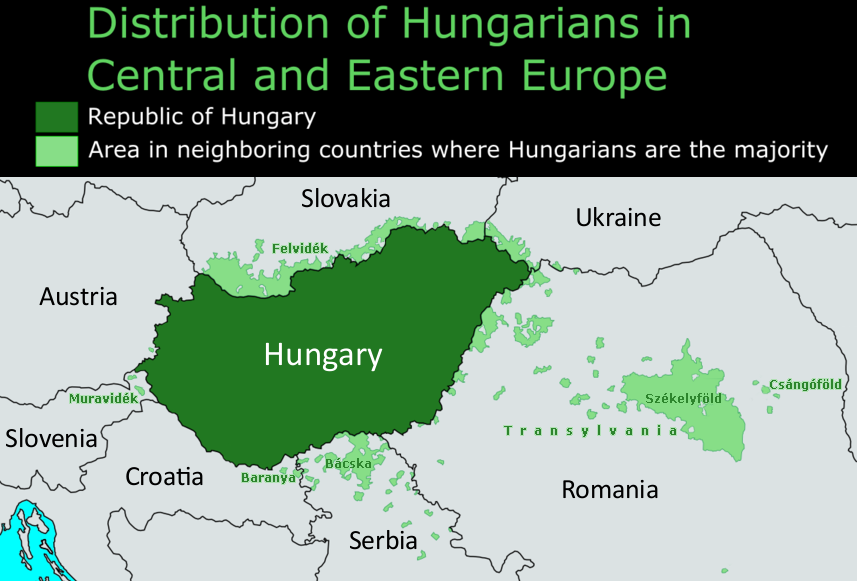
Magiares,.

Durante el IV milenio a. C. se encuentran algunos asentamientos primitivos de los pueblos, que habrían podido hablar lenguas ugrofinesas, al este de los montes Urales. Los datos arqueológicos muestran que vivían de la caza y la pesca.
En un período posterior, a partir del 2000 a. C, aparecen asentamientos en áreas de la estepa boscosa de la Siberia occidental (al este de los montes Urales). Estos asentamientos guardan una gran similitud con los de la cultura andrónovo situada en la zona noroccidental. Estos pueblos habrían tomado técnicas de agricultura, de ganadería y de producción de objetos de bronce de grupos humanos con tecnologías más desarrolladas, procedentes de las estepas meridionales. Alrededor del 1500 a. C. se iniciaron en la cría de caballos, por lo que la equitación se convirtió en una de sus actividades más destacadas.
Debido al cambio climático a principios del I milenio a. C., el subgrupo septentrional de los ugrios se desplazó hacia la zona baja del río Obi, mientras que los ugrios meridionales permanecieron al sur y se dedicaron al pastoreo nómada. Estos ugrios meridionales se convirtieron en los antepasados de los protomagiares; así, esta división marcó el principio de los magiares como grupo étnico individual. Durante los siguientes siglos, los protomagiares continuaron viviendo en las estepas boscosas del sudeste de los Urales, fuertemente influenciados por sus vecinos más próximos, los antiguos sármatas.

### Primeras referencias históricas
La primera referencia a los magiares es de Prisco Rétor, que menciona la migración de un grupo de pueblos en el año 463 d. C.. Estos pueblos se autodenominaban On-ogur, nombre que podría relacionarse con el exónimo latino hungarus. Sin embargo, la relación entre los dos nombres no es clara. Los on-ogur eran mayoritariamente túrquicos que hablaban el idioma búlgaro y habrían formado un reino de corta duración en el norte del Cáucaso que fue conquistado por los jázaros en el año 650. Tras la derrota, los on-ogur se dividieron en tres grupos: un grupo emigró hasta la moderna Bulgaria, otro formó la llamada Bulgaria del Volga y el tercero permaneció al norte del Cáucaso; probablemente, entre ellos habrían estado los antecesores lingüísticos de los magiares.

### Bashkiria y el Kaganato jázaro (delsigloIVal 830)
En los siglos IV y V, los protomagiares se desplazaron hacia el oeste de los montes Urales, al área entre los montes Urales meridionales y el río Volga conocida como Bashkiria (Bashkortostán). Fuentes árabes, como el Libro de las piedras preciosas (c. 930) del geógrafo Ibn Rusta, contienen los nombres majgir y bajgir que son comparables con el nombre protohúngaro *mögyeri o *majgëri.
A principios del siglo VIII, una parte de los protomagiares se desplaza hacia el río Don, a una región entre los ríos Volga, Don y Seversky Donets llamada Levedia. Mientras, los descendientes de los protomagiares que permanecieron en Bashkiria continúan habitando en esa zona hasta el año 1241. Debido a lo dicho anteriormente, los primeros estudiosos consideraron a los magiares y los baskires como dos ramas de la misma nación. Los primeros baskires, sin embargo, fueron diezmados durante la invasión de los mongoles a Europa (siglo XIII) e incorporados por los pueblos túrquicos.
Los protomagiares que se encontraban alrededor del río Don estaban subordinados al kaganato Jázaro. Sus vecinos eran de la cultura de Saltov, es decir, búlgaros (protobúlgaros, descendientes de los onogures, un pueblo de origen túrquico del que deriva probablemente el nombre de húngaros) y los alanos, de quienes aprendieron la horticultura, ciertos elementos de la cría de ganado y la agricultura. Los búlgaros y magiares mantuvieron una estrecha relación con Jazaria, ya sea como aliados o como rivales. El sistema de gobierno bicéfalo (posteriormente conocido como kende y gyula) también se cree que es herencia fundamental de los jázaros. La tradición sostiene que los magiares fueron organizados en una confederación de tribus llamada Hét Magiar (siete húngaros). Las tribus del Hét magiar eran: Kér, Keszi, Kürt-Gyarmat, Megyer (magiar), Nyék y Tarján. La confederación fue formada como una alianza fronteriza defensora de Jazaria, principalmente durante el reinado de Khagan Bulan y Ovadyah, con la tribu magiar como figura principal.

### Etelköz (830–895d.C.)
Alrededor del año 830, estalló una guerra civil en el Kaganato de Jazaria. Como resultado de esta guerra, tres tribus kabar o kabardianas pertenecientes a los jázaros se unen a los magiares y se desplazan hasta un territorio denominado por los magiares "Etelkóz", situado entre los montes Cárpatos y el río Dniéper (actual Ucrania). Hacia el año 854, los magiares han de enfrentarse a un primer ataque de los pechenegos aunque, de acuerdo con otras fuentes, ya fueron los ataques de los pechenegos la principal causa de la partida de los magiares hacia Etelköz. Posiblemente, los kabardos y los primeros búlgaros enseñaron a los magiares sus lenguas túrquicas; lo que, según la teoría ugrofinesa, respalda la actual existencia de más de 300 vocablos de origen turco.
Al llegar al nuevo territorio se encuentran con los vikingos y los eslavos orientales. Se puede demostrar, debido al hallazgo de restos arqueológicos, que los magiares establecieron lazos intensos y profundos con ambos pueblos. A partir de 862, los magiares (a los que ya se conocía como ungri) junto a sus aliados los kabardos iniciaron una serie de incursiones militares y saqueos desde Etelköz hasta la llanura panónica, principalmente contra el Imperio franco oriental (Alemania) y la Gran Moravia, aunque también contra el Principado de Balatón y Bulgaria.

### Crecimiento de la nación magiar
Los actuales magiares provienen de tribus separadas de los grupos fino-ugrios asentados hasta el siglo V en las estepas que se extienden entre los ríos Volga y Kama, que se desplazaron hacia los territorios al norte del Cáucaso y de Crimea. Si bien están relacionados étnicamente con el grupo fino-ugrio, las diversas migraciones y la influencia de otros grupos asiáticos (ávaros, hunos, mongoles), así como de los pueblos turcos e iranios (evidenciada en los modismos lingüísticos del idioma introducidos durante la migración magiar hacia el oeste de las estepas rusas), determinaron la diferenciación final del grupo étnico antes incluso de su asentamiento final en las regiones históricas de Panonia y Dacia.
Los magiares iniciaron sus incursiones hacia Occidente a principios del siglo VII, ocuparon el vacío que los ávaros dejaron en los territorios de las actuales Eslovaquia y Hungría, hasta alcanzar Sajonia, la Lotaringia e incluso Francia. Durante la máxima expansión magiar (siglos XI y XII), la influencia de la tribu llegó a los montes Cárpatos y Transilvania, y al sur, hasta la región ubicada entre los ríos Sava y Drava.
La derrota sufrida en la batalla de Lechfeld (junto al río Lech en Baviera) en el año 955 supuso el fin de la época de las incursiones y el principio de los asentamientos en las planicies de Hungría. El Principado de Hungría fue el predecesor del reino de Hungría, y sus primeras fronteras se extendían desde la Bohemia imperial hasta los lindes de los montes Dálmatas, los límites de la Bosnia bizantina y la frontera septentrional de Eslovaquia. Las primeras incursiones de expansión fueron hacia el norte y el noreste, lindando con el Reino de Polonia. Se convirtieron pronto al catolicismo debido a la herencia magiar de la época de las invasiones (Polonia, Baviera, Sajonia, Lombardía y Austria, todas ellas provincias cristianas) cerca del nuevo milenio. Antes de asentarse, poseían un estilo de vida seminómada, basado en el robo y la destrucción de ciudades (en este caso las germánicas). Durante sus razias habían ganado muchos enfrentamientos militares abiertos, como la batalla de Bratislava en 907, la batalla de Eisenach en 908, la batalla de Lechfeld en 910, la batalla de Puchen en 919, entre otras. Posteriormente, fueron vencidos en la batalla de Merseburgo en 933 y en la batalla de Lechfeld en 955, frustrando sus incursiones en territorios germánicos y forzándolos a adquirir hábitos sedentarios. El gran príncipe Géza de Hungría y su padre Taksony fueron los mayores promotores de la occidentalización de los magiares al favorecer la prédica del cristianismo. Fue Esteban I de Hungría, hijo del príncipe Géza, quien como rey de Hungría logró convertir finalmente a la población magiar a la fe cristiana de Roma.